# Yingjiang (Dehong)
Yingjiang léase Ying-Chiáng (en chino:盈江县, pinyin:Yíngjiāng xiàn, lit: río Ying) es un condado bajo la administración directa de la prefectura autónoma de Dehong. Se ubica al oeste de la provincia de Yunnan, sur de la República Popular China. Su área es de 4429 km² y su población total para 2010 fue +300 mil habitantes.

## Administración
El condado de Yingjiang se divide en 15 pueblos que se administran en 8 poblados, 6 villas y  1 villa étnica.